# Stele Samsat 1

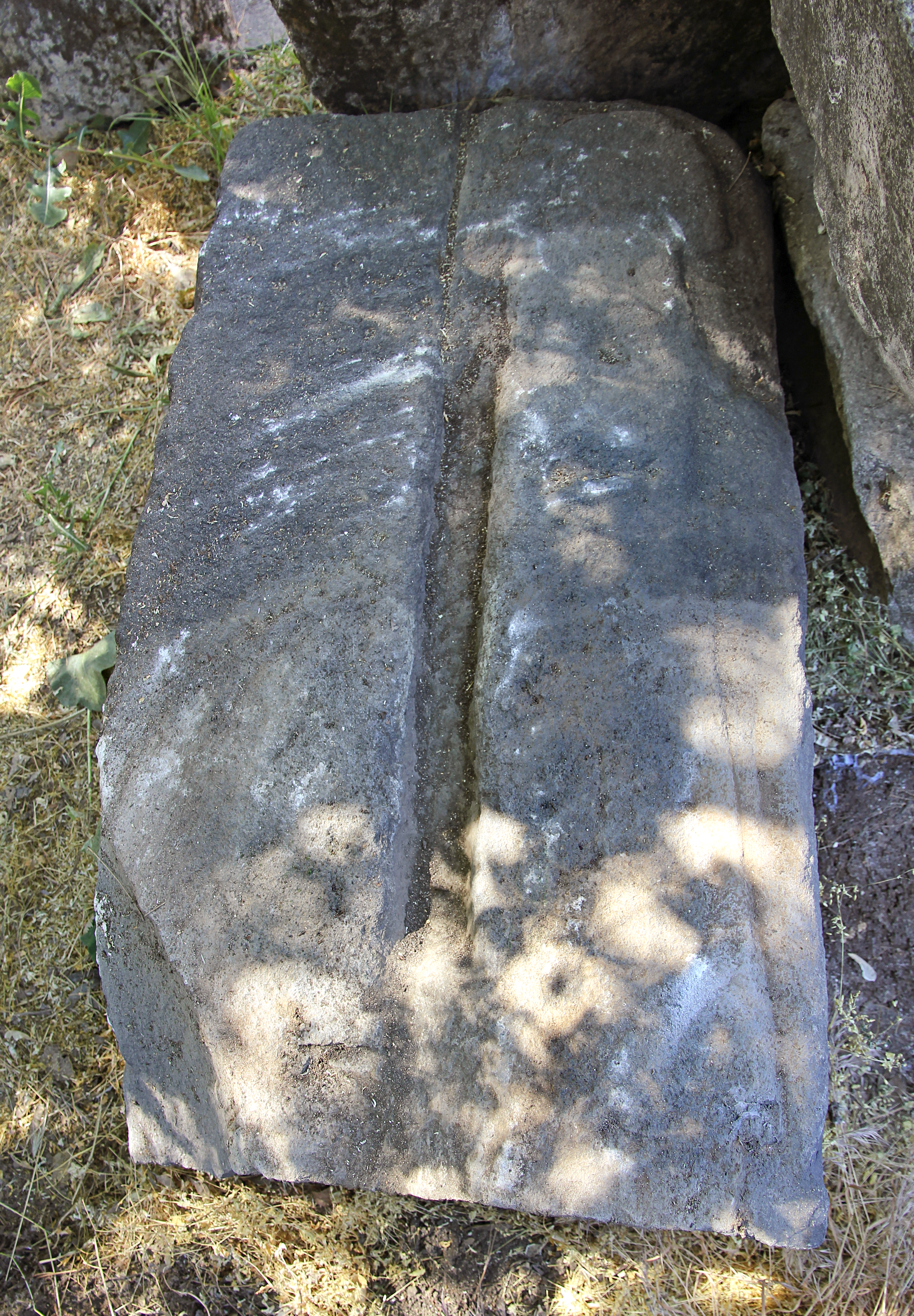
Stele Samsat 1, Frontseite im Garten des Archäologischen Museums Adıyaman

Die Stele Samsat 1 ist ein späthethitisches Monument aus Samosata in der Umgebung von Adıyaman in der südöstlichen Türkei. Sie ist im Archäologischen Museum Adıyaman ausgestellt. Der Fundort ist heute vom Atatürk-Stausee überflutet.

## Forschungsgeschichte
Die Stele wurde am 3. Juni 1883 von den deutschen Archäologen Carl Humann und Otto Puchstein auf einem Feld zwischen dem damaligen Dorf Samsat und dem Akropolishügel des alten Samosata entdeckt. Sie fertigten Photographien, Umzeichnungen der Inschrift und Abklatsche für die Berliner Museen an und beschrieben die Stele in ihrem Reisebericht Reisen in Kleinasien und Nordsyrien. Am gleichen Ort konnten noch kurz darauf der Brite John Garstang sowie 1907 die Teilnehmer der Cornell-Expedition nach Kleinasien und in den assyro-babylonischen Orient den Stein sehen, ebenso 1958 der deutsche Altorientalist Helmuth Theodor Bossert. 1969 lag sie mit der Reliefseite nach unten im Hof der Schule Yatılı İlk Okul in Adıyaman, wo sie im Sommer 1969 der britische Hethitologe John David Hawkins besichtigen konnte. Der deutsche Althistoriker Friedrich Karl Dörner konnte sie 1970 dort im aufgerichteten Zustand fotografieren. Danach wurde sie ins Archäologische Museum Adıyaman verbracht. Sie war in mehrere Teile gebrochen und wurde restauriert, heute scheint der untere Teil mit den Füßen der Figur verloren zu sein.
Weitere Veröffentlichungen des Reliefs oder der Inschrift verfassten 1900 der deutsche Altorientalist Leopold Messerschmidt, 1971 der deutsche vorderasiatische Archäologe Winfried Orthmann und 1975 der italienische Philologe Piero Meriggi. Eine ausführliche Besprechung des Stele liefert schließlich 2011 der deutsche Archäologe Wolfgang Messerschmidt.

## Beschreibung

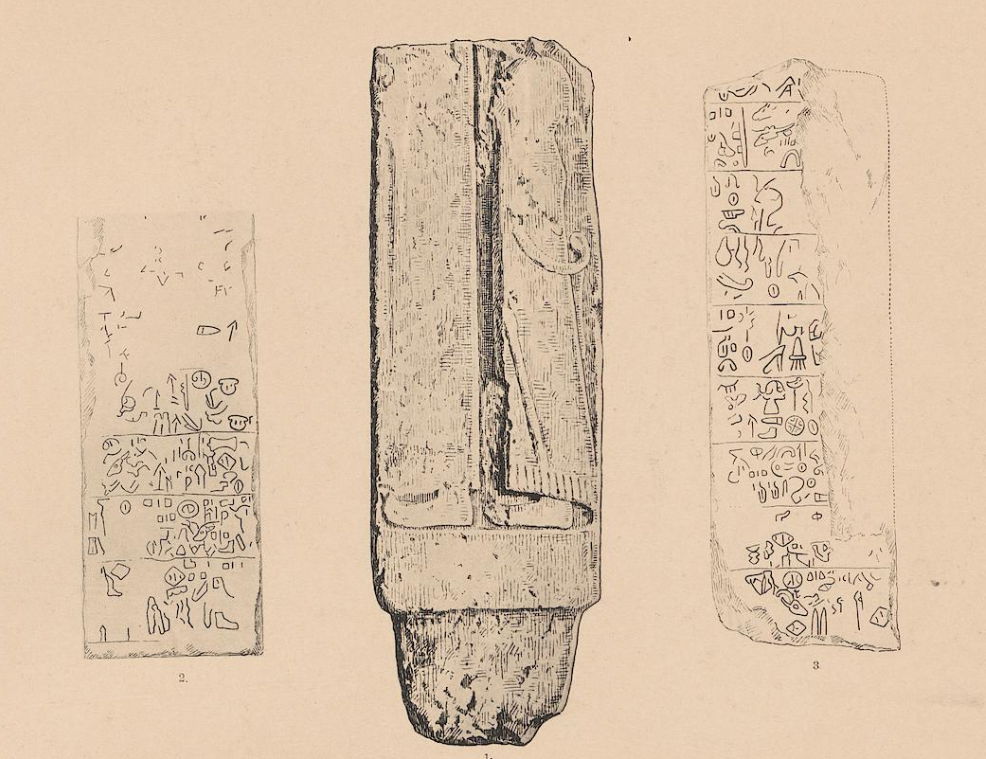
Zeichnung von Humann und Puchstein

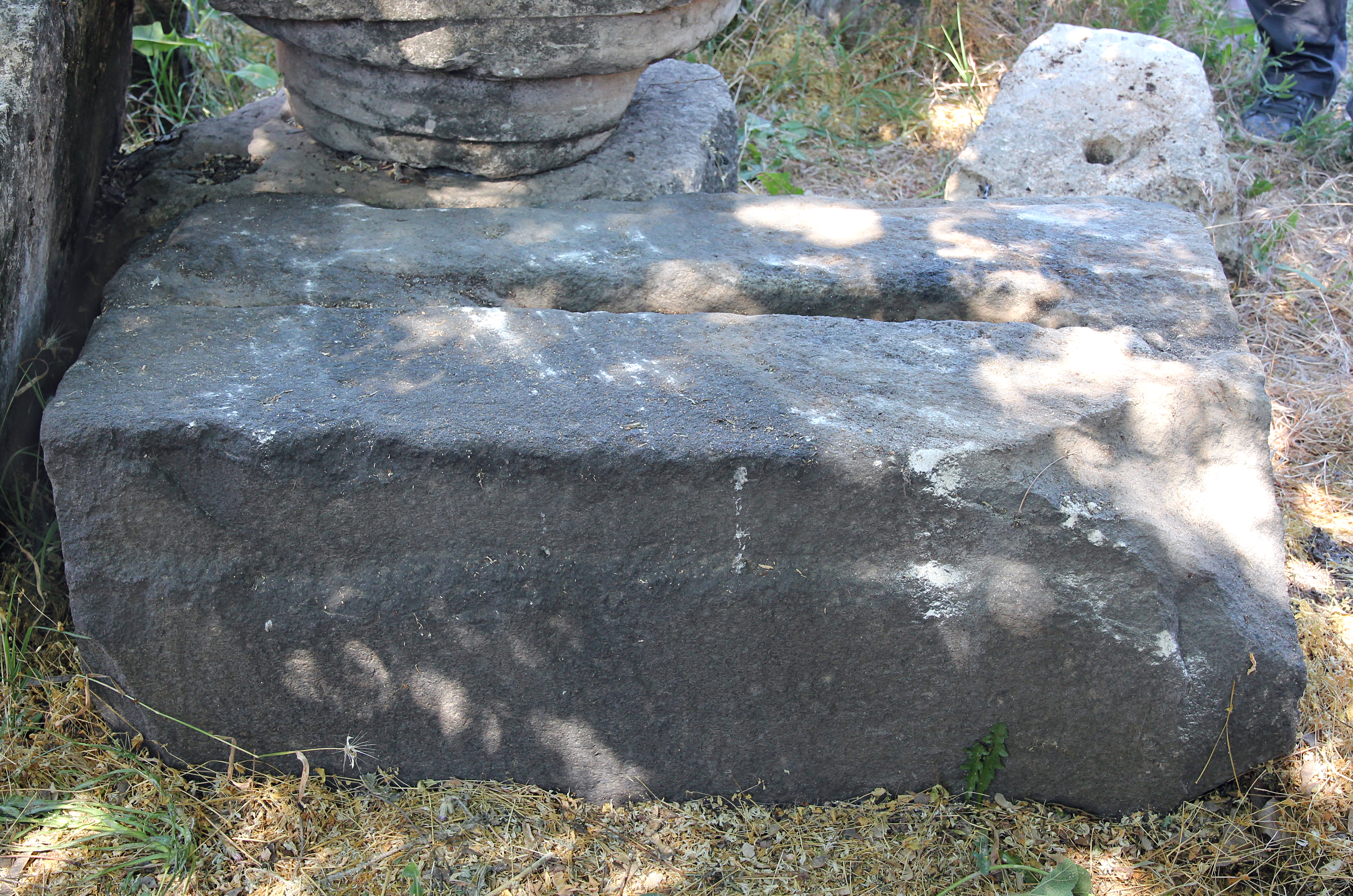
Linke Seite und Vorderseite

Der Stein besteht aus schwarzem Basalt und hatte – einschließlich des verlorenen Fußteils, jedoch ohne Zapfen – eine erhaltene Höhe von 1,53 Metern, eine Breite von 0,61 Metern und eine Dicke von 0,41 Metern. Die Darstellung ist nicht sehr gut erhalten, sie zeigte den unteren Teil einer stehenden, nach links gerichteten Figur, wahrscheinlich eines Herrschers, bis zur Schulterhöhe, der Kopf ist nicht mehr vorhanden. Sie ist mit einem langen Mantel bekleidet, der unten in einer Fransenborte abschließt und nach hinten schräg ausläuft. Der vordere Saum verläuft ebenfalls schräg nach hinten. Darunter schauen Schnabelschuhe hervor. Körperformen unter der Kleidung sind nicht ausgearbeitet oder nicht erkennbar. Im rechten Teil ist der eingerollte Teil eines Lituus zu sehen, den die Person in der linken Hand hält. Bei einer Zweitverwendung der Stele als Türlaibung wurde in der Mitte der Darstellung eine senkrechte Furche eingemeißelt, die linke Hälfte der Darstellung wurde dabei weitgehend abgearbeitet. Aufgrund des verlorenen Unterteils sind der untere Saum des Mantels und die Füße heute nicht mehr zu sehen, auch der vordere Saum ist nur noch schwer erkennbar.
Auf beiden Seitenflächen sind schwer erkennbare Spuren einer Inschrift zu sehen. Auf der grob geglätteten Rückseite sind keine Spuren vorhanden. Die linke Seite zeigt Reste von vermutlich neun Zeilen mit eingeritzten Zeilentrennern, auf der linken Seite sind davon nur noch im unteren Teil vier Zeilen zu erkennen. Sollte die Rückseite auch mit einer Inschrift versehen gewesen sein, wie Meriggi annimmt, lief diese über alle drei Seiten. Andernfalls könnte es sich um zwei separate Texte auf den beiden seitlichen Flächen gehandelt haben. Bossert glaubte, an einer Stelle das Wort „Malstein“ zu lesen, Meriggi den Namen der Göttin Kubaba. J. D. Hawkins, der die Stele in seinem Corpus of hieroglyphic Luwian inscriptions behandelt, bezeichnet die Versuche seiner Kollegen, den Text zu lesen, als over-optimistic und vertritt die Ansicht, die Inschrift sei unwiederbringlich verloren.
Winfried Orthmann sieht im Relief stilistische Ähnlichkeiten zu den Bildwerken der Gruppe Malatya 1 und datiert sie danach in die Periode Späthethitisch II, somit um das 9. Jahrhundert v. Chr. Nach Messerschmidt wird diese Gruppe gemäß einer korrigierten Chronologie ins 12. und 11. Jahrhundert v. Chr. eingeordnet, was somit auch auf die Samsat-Stele zutreffen würde. Er sieht darin die Darstellung eines Königs des Reiches von Kummuḫ, dessen Hauptstadt Samosata war.